# Memoriał Josefa Odložila 2014
Memoriał Josefa Odložila 2014 – międzynarodowy mityng lekkoatletyczny, który odbywał się 8 czerwca 2014 na Stadionie imienia Evžena Rošickiego w Pradze. Zawody znalazły się w kalendarzu European Athletics Outdoor Premium Meetings, w związku z czym należą do grona najważniejszych mityngów organizowanych w Europie pod egidą Europejskiego Stowarzyszenia Lekkoatletycznego.

## Rezultaty

### Mężczyźni
| Konkurencja:               | 1. miejsce                                                                | Rezultat | 2. miejsce                                                    | Rezultat   | 3. miejsce                                                                               | Rezultat    |
| Bieg na 200 m              | Daniel Talbot                                                             | 20,36 PB | Karol Zalewski                                                | 20,42      | Michael Mathieu                                                                          | 20,50       |
| Bieg na 400 m              | Miloš Raović                                                              | 46,24 PB | Jarryd Dunn                                                   | 46,41      | Richard Buck                                                                             | 46,48       |
| Bieg na 1500 m             | Hillary Maiyo                                                             | 3:36,21  | Jakub Holuša                                                  | 3:36,32 PB | Walentin Smirnow                                                                         | 3:39,09     |
| Bieg na 5000 m             | Daniel Kipchirchir Komen                                                  | 13:33,67 | Alemu Bekele                                                  | 13:53,67   | Lawrence Kemboi                                                                          | 14:00,94 PB |
| Bieg na 110 m przez płotki | Yordan L. O'Farrill                                                       | 13,19 PB | Shane Brathwaite                                              | 13,29 PB   | Dominic Berger                                                                           | 13,39       |
| Bieg na 400 m przez płotki | Niall Flannery                                                            | 49,43    | Timofiej Czały                                                | 49,55      | Reggie Wyatt                                                                             | 50,01       |
| Sztafeta 4 × 100 m         | Polska · Robert Kubaczyk · Jakub Adamski · Kamil Masztak · Karol Zalewski | 39,39    | Czechy · Jan Veleba · Lukáš Šťastný · Jan Jirka · Václav Zich | 39,90      | Czechy U20 · Vojtěch Netymach · Vojtěch Kolarčík · Vojtěch Svoboda · Dominik Baumgartner | 41,23       |
| Skok o tyczce              | Piotr Lisek                                                               | 5,82 PB  | Michal Balner                                                 | 5,60       | Jan Kudlička                                                                             | 5,60        |
| Pchnięcie kulą             | Ladislav Prášil                                                           | 20,52    | Aleksandr Lesnoj                                              | 20,50      | Tomáš Staněk                                                                             | 20,31       |
| Rzut dyskiem               | Andrius Gudžius                                                           | 62,42    | Jorge Fernández Hernández                                     | 62,20      | Apostolos Parelis                                                                        | 62,20       |
| Rzut oszczepem             | Petr Frydrych                                                             | 85,07 EL | Jakub Vadlejch                                                | 82,48      | Łukasz Grzeszczuk                                                                        | 81,18       |

### Kobiety
| Konkurencja:               | 1. miejsce                                                                      | Rezultat | 2. miejsce                                                                     | Rezultat | 3. miejsce         | Rezultat |
| Bieg na 800 m              | Swietłana Ułoga                                                                 | 2:01,97  | Lenka Masná                                                                    | 2:02,16  | Natalija Daniłowa  | 2:03,85  |
| Bieg na 100 m przez płotki | Vashti Thomas                                                                   | 12,84    | Alina Tałaj                                                                    | 13,06    | Lucie Škrobáková   | 13,25    |
| Sztafeta 4 × 100 m         | Polska · Anna Kiełbasińska · Weronika Wedler · Marta Jeschke · Angelika Stępień | 44,47    | Czechy · Adéla Chválková · Monika Táborská · Lucie Domská · Kristýna Kobiánová | 45,88    |                    |          |
| Skok w dal                 | Aiga Grabuste                                                                   | 6,69 PB  | Bianca Stuart                                                                  | 6,64     | Lauma Grīva        | 6,51     |
| Rzut młotem                | Iryna Nowożyłowa                                                                | 70,29    | Aksana Miańkowa                                                                | 67,54    | Tereza Králová     | 66,67    |
| Rzut oszczepem             | Barbora Špotáková                                                               | 64,08    | Hanna Haćko-Fedusowa                                                           | 62,03    | Ásdís Hjálmsdóttir | 60,03    |